# Peter Bircks & Cie.
Die Unternehmen Peter Bircks & Cie. und G. Hollender Söhne, beide ansässig in der Seidenweberstadt Krefeld, waren  im Wesentlichen die einzigen Firmen, die spezielle Pelzseiden, Kunstseide, Halbseide und reine Seiden für die Ausstattung von Pelzkleidung herstellten und weltweit verkauften. Die Spezialisierung auf Pelzseiden verschaffte ihnen eine gewisse Monopolstellung in Deutschland für diesen Handelsartikel.

## Firmengeschichte

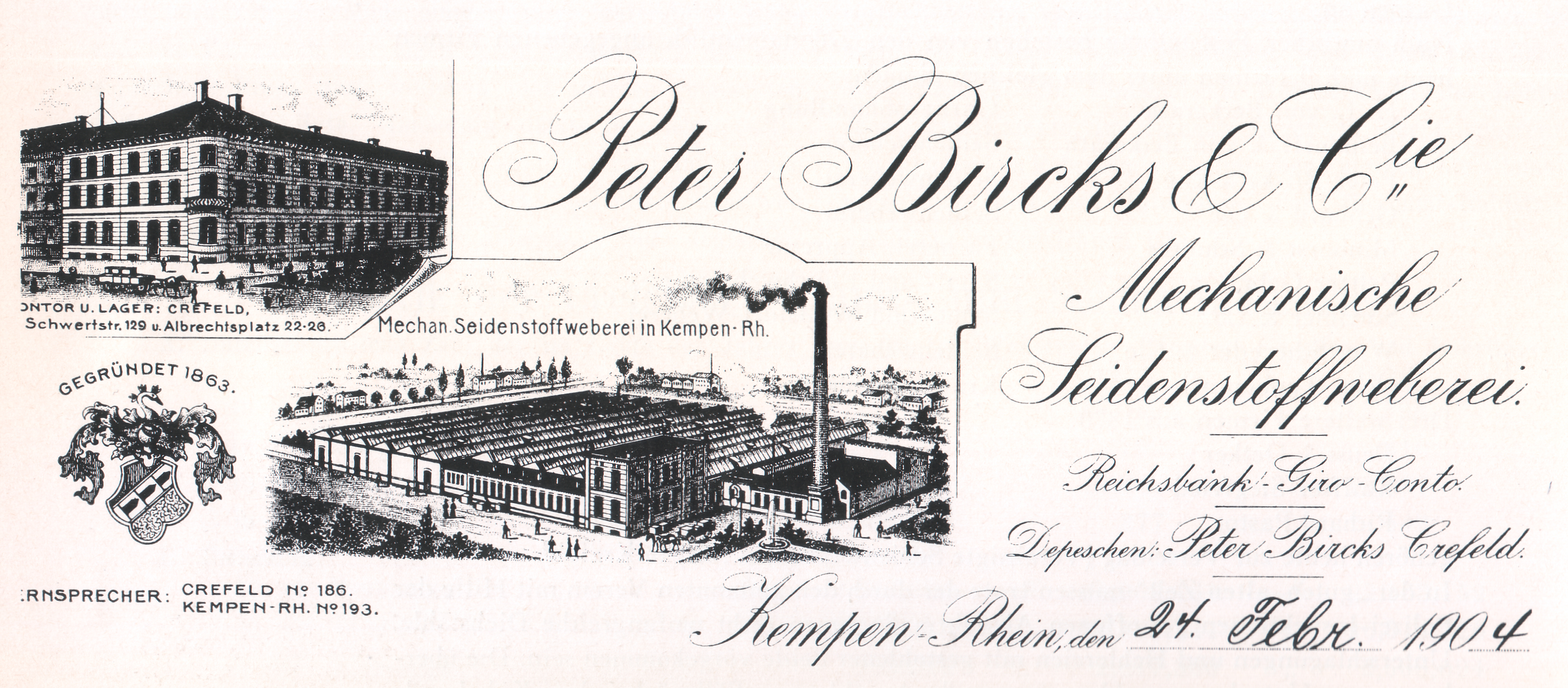
Briefkopf mit Werk-, Lager- und Verwaltungsgebäuden (1904)

### Gründerjahre
Im Jahr 1863 begründeten der Pelzkappen- und Mützenmacher Gerhard Lütten (* 1840; † 2. März 1911) und der Seidenweber Peter Wilhelm Bircks († 9. Juni 1895) in Krefeld die spätere Seidenweberei Peter Bircks & Cie. Krefeld war damals bereits die „Stadt der Seidenweber“. Als am 16. Juli 1861 dort ein Verein gegen Seidendiebstahl gegründet wurde, gehörten dem Verein 270 Seidenfabrikanten, Appreteure und Händler von Rohseiden und Garnen an. Auch Peter Bircks stammte aus einer Krefelder Familie, die schon seit Generationen das Seidenweben ausführte sowie mit Seidenwaren und Seidengarn handelte. Zu der Zeit gab es noch keine mechanischen Webstühle, weder Gas- noch elektrisches Licht, lediglich die ersten Petroleumlampen.

### Vor dem Ersten Weltkrieg
Nachdem die ursprünglichen Betriebsgebäude für die neuen Webstühle nicht mehr ausreichten, wahrscheinlich waren es die allerersten mechanischen Webstühle überhaupt, ließ man eine im Jahr 1882 fertiggestellte Seidenweberei zur Fertigung von Futterstoffen für die Pelzbranche in Kempen, Hülser Straße 111 errichten. Die Verwaltung und die Kappen- und Mützenfabrik verblieben in Krefeld. Die Belegschaft bestand anfangs aus lediglich 12 Mitarbeitern. Im Jahr 1888 erfolgte die erste Vergrößerung des überlasteten Websaals durch einen Anbau. In den Jahren 1910/11 wurde in Krefeld, Louisenstraße 11 ein fünfstöckiger Großbau erstellt. Im Jahr 1914 wurde die Errichtung eines 35 Meter hohen Fabrikschornsteins gestattet. 1870 bestanden auch Geschäfts- oder Lagerräume auf der Louisenstraße 64. Im Jahr 1903 war dann mit 178 Arbeitskräften die höchste Beschäftigtenzahl der Vorkriegszeit erreicht. Geschäftsräume bestanden auch auf der Königstraße 30, von der die Warenversicherung 1866 auf die Schwerdtstraße 2 übertragen wurde, 1868 auf neue Räume in der Schwerdtstraße 6 b.
Peter Bircks heiratete bald nach der Geschäftsgründung eine Schwester seines Kompagnons Gerhard Lütten. Gerhard selbst heiratete sehr viel später, eine schon lange mit ihm befreundete Tochter eines bekannten und wohlhabenden  Bäckers. Spätere Geschäftsmitinhaber waren unter anderem die Söhne Willi Bircks (* 10. Juli 1867; † 3. Februar 1922) und Max Lütten (* 5. Dezember 1873; † nach 1962), Bruder Hermann Bircks († 11. Februar 1956) und Ernst Lütten († 1945). Im Jahr 1911 unterzeichneten die „Junior-Prokuristen“ Max Lütten und Willi Bircks eine Firmenbilanz mit dem beachtlichen Vermögensbestand von 1.062.401 Mark.
Es dauerte nicht lange, bis die Firma Bircks & Comp. auch im Welthandelszentrum für Pelze, dem Leipziger Brühl, unter der Adresse Brühl Nr. 26, 2. Etage, regelmäßig vertreten war.
Im Jahr 1923 wurde das von dem Architekten August Biebricher, der 1883 durch Heirat von Anna Scheibler ebenfalls Teil einer der vielen Krefelder mennonitischen Textilfabrikantenfamilien geworden war, entworfene Wohnhaus für Max Lütten auf der Roonstraße 87 fertiggestellt. Der Erschließer des Geländes hatte den Käufern zur Auflage gemacht,  kein maschinenbetriebenes Gewerbe in dem wegen der Straßennamen „Musikerviertel“ genannten Areal zu betreiben. Dies könnte mit ein Grund gewesen zu sein, dass die Betriebsanlagen in Kempen verblieben.
Im Ersten Weltkrieg (1914–1918) leitete Max Lübben mit großem Erfolg die Verteilungsstelle der Seidenindustrie in Berlin.

### Nach dem Ersten Weltkrieg
Nach dem Krieg ermöglichte eine 1920 neu gegründete Tochtergesellschaft, die „Sesam, Seide- und Samt-AG, Zürich“ die schnelle Wiederaufnahme der Belieferung der ausländischen Kunden. 1937 musste jedoch das Aktienpaket mit einem Nennwert von 500.000 Schweizerfranken der Reichsbank zur Verfügung gestellt werden. Davon konnte sich die Sesam nicht wieder erholen, nach dem Zweiten Weltkrieg (1939–1945) wurde sie liquidiert.
Während des Zweiten Weltkrieges wurden die Kempener Werksgelände mehrfach durch Bomben beschädigt.  Durch zwei Volltreffer wurde 1942 ein Teil der Gebäude vollständig zerstört. Max Lütten wurde durch den Explosionsdruck in den Keller geschleudert und konnte, nur leicht verletzt, aus dem Schutt ausgegraben werden, der Nachtwächter wurde von den Trümmern erschlagen.

### Nach dem Zweiten Weltkrieg
Die Beseitigung der Kriegsschäden zog sich über eine lange  Zeit hin. 1953 wurde die Weberei mit allen Vorwerken durchgreifend reorganisiert und eine größere Jacquard-Weberei neu aufgebaut. 1962 war das Richtfest über einem Neubau, der die zerstörten Betriebsteile ersetzte. Die Arbeit der am Webstuhl arbeitenden Fachkräfte wurde im Akkordlohn abgerechnet.
Im Jahr 1963, zum 100-jährigen Jubiläum, schreibt der Autor, in einer mit Bircks-Seide eingebundenen Firmenhistorie: „Was der Verfasser vorfand: Eine durchaus lebendige Firma mit einer mehr oder weniger modernen Weberei - Spezialität hochwertige Futterseiden für die Pelzbranche!“
Nach der Übernahme der Seidenweberei Peter Bircks & Co. in Rheydt durch die bedeutende Pelzzutatenhandlung Gustav Karschinierow, Sitz Düsseldorf, und dessen Bau einer großen Lager- oder Fabrikationshalle, alles bei gleichzeitigem, unerwartetem Umsatzrückgang, musste der damalige Inhaber, Uriel Karschinierow (* 3. Dezember 1938; † 1. Juli 2011), Sohn des Firmengründers Gustav Karschinierow, Konkurs anmelden. Mitarbeiter von Peter Bircks & Co. führten die Weberei noch einige Zeit weiter. Im Jahr 1996 mussten sie die Firma jedoch endgültig aufgeben.

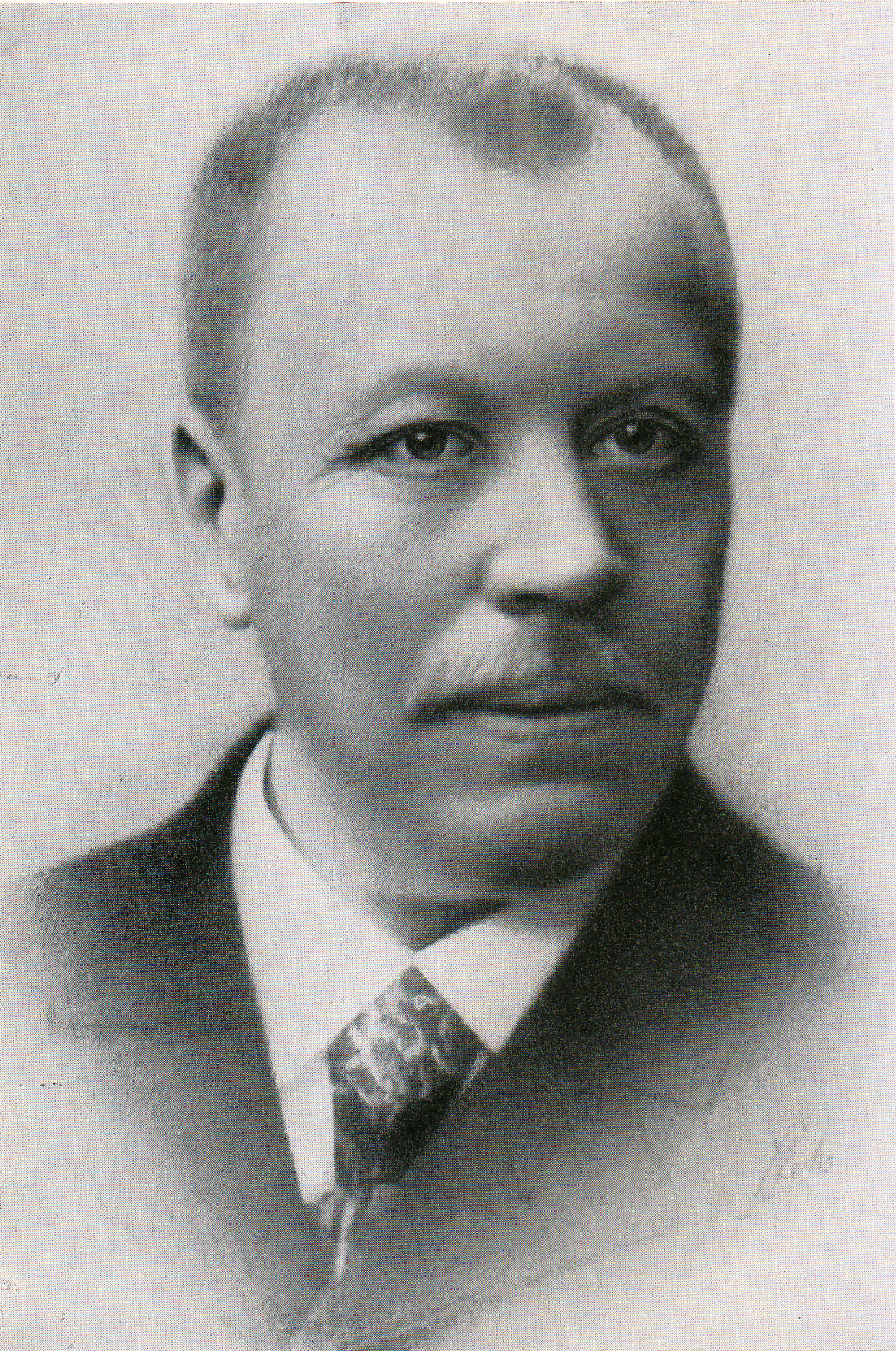
Gerhard Lütten
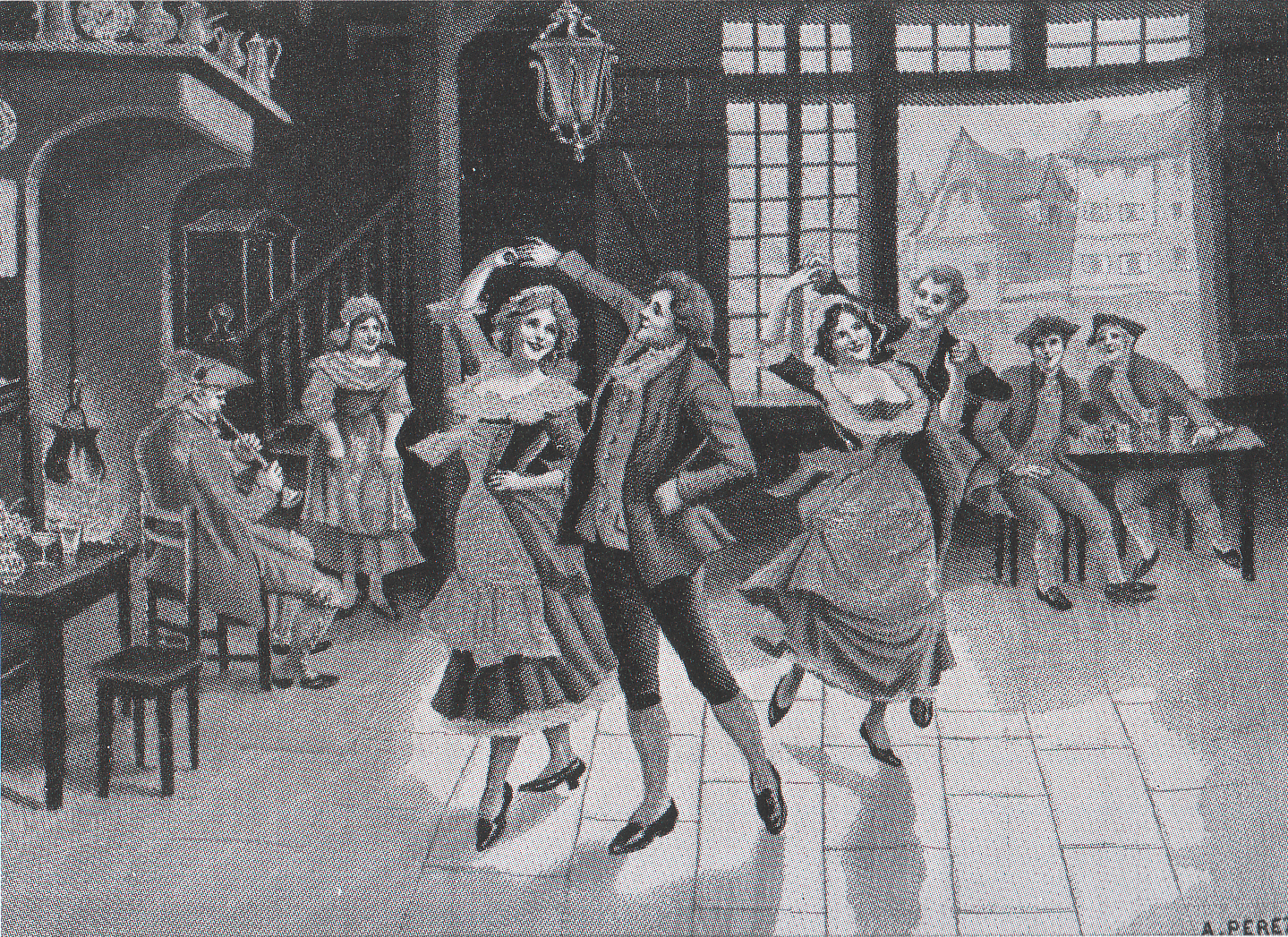
Tanzszene auf Seide
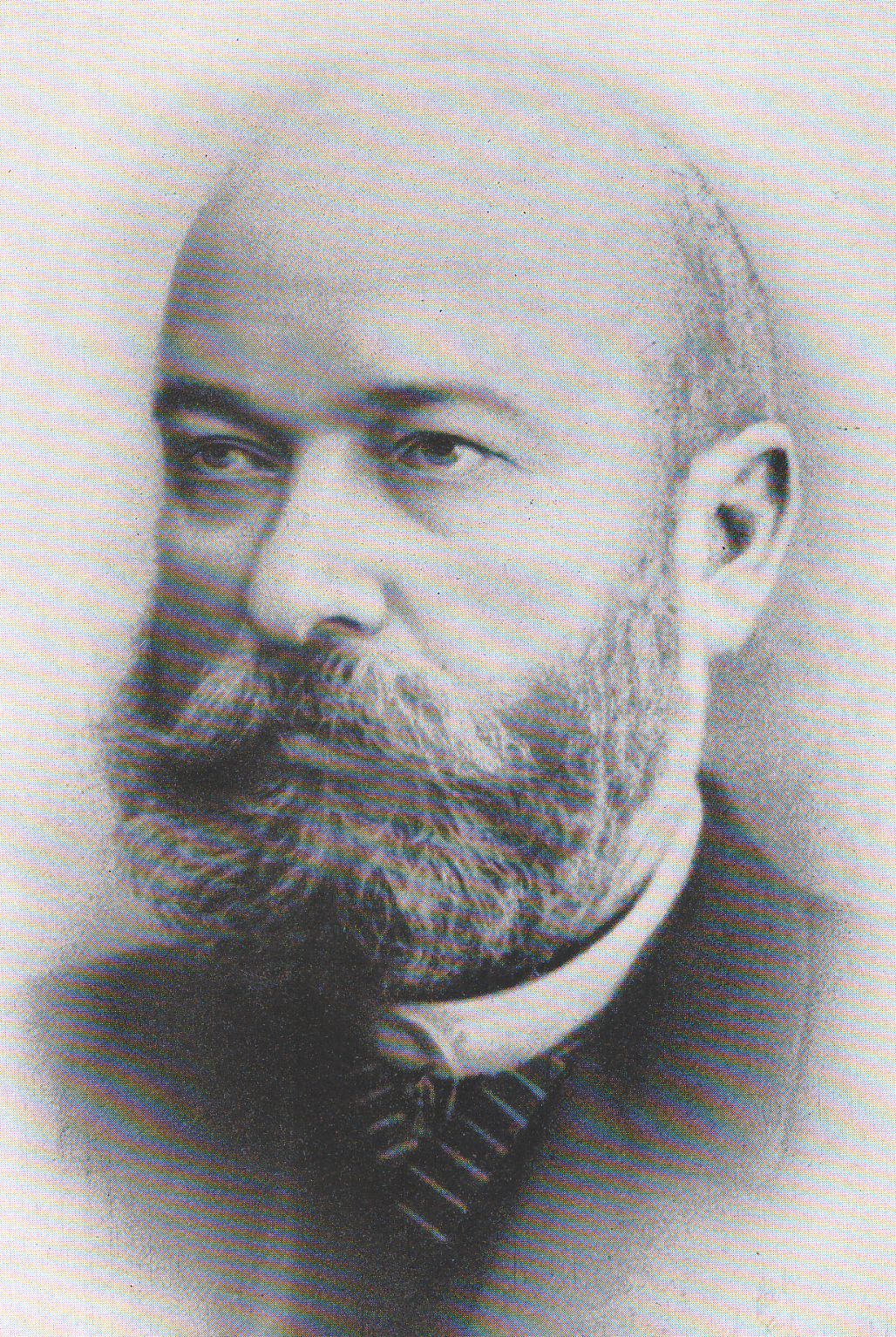
Peter Bircks

## Philipp Manes über Peter Bircks & Cie.
Philipp Manes, Rauchwarenhändler und Autor der Pelzbranche, schrieb über Peter Bircks & Cie. in seiner Geschichte der deutschen Pelzindustrie im Kriegsjahr 1941, dem Jahr vor seiner Verschleppung in das Ghetto Theresienstadt, später ermordet im KZ Auschwitz-Birkenau (Auszüge): (Das Todesdatum von Willy (Willi) Bircks weicht bei Manes (= 1932) von dem in der offiziellen Bircks-Firmengeschichte ab (= 1922))
„Von jeher war das Seidenfutter wichtigstes und unentbehrlichstes Hilfsmittel bei der Herstellung von Pelzgegenständen, ja es kam während der Inflation so weit, dass man mehr auf die Kostbarkeit des Pelzfutters sah als auf den Pelz selbst.“
„Bircks besassen zwar eine eigene Fabrik, in der stellten sie nur gute, schwere uni Futterseiden her, deren Qualität Jahr für Jahr die gleiche blieb - neue zu schaffen, war nicht erforderlich, denn die Kundschaft hatte sich seit Jahrzehnten an sie gewöhnt und verlangte sie immer wieder. Dagegen wurden die leichteren Sorten, die 120 cm breiten Qualitäten, die Crěpe de Chine und wie die vielnamigen Stoffe alle heissen, sowie die Damaste, bei den Spezialfabrikanten gekauft.“
„Eine Musterkollektion füllte zwei schwere, dicke gewichtige Ledermappen und konnte von einer Person kaum getragen werden. In allen Breiten und Stärken wurde Futterseide gebracht - da gab es die billigen, schmalen Halbseiden, die halbseidenen bunten Damaste und eine grosse Auswahl der edlen Damaste, die aus der Schweiz kamen und herrlichste Webmuster zeigten, es gehörte viel Geschmack und gute Kenntnisse der Verwendungszwecke dazu, um die richtigen Dessins zu bringen.“
„Die Söhne des ersten Inhabers - Willy und Hermann Bircks - verbanden sich mit ihren Vettern Max und Ernst Lütten zu einer Arbeitsgemeinschaft, wie sie wohl selten zu finden war. Willy Bircks, der Aelteste - besuchte selbst die deutsche Kundschaft und war mit ihr vertraut wie keiner sonst. Sein ruhiges, bedächtiges Wesen, sein unerschütterlicher Gleichmut, seine Sachkenntnis und persönliche Liebenswürdigkeit trugen ihm die Freundschaft der Abnehmer ein, wohin er im Laufe der Jahrzehnte kam.“
„Er war der geborene Verkäufer, von unglaublicher Geduld, er brachte den widerspenstigsten Kunden zum Kauf, und war die Order gegeben und das Durchschreibebuch zugeklappt, kam aus einer der vielen Taschen des Ueberziehers noch eine Qualität, die man haben musste.“
„Die Damast-Kollektion umfasste hunderte von Mustern, die alle lagernd gehalten und von denen die Vorräte in wöchentlichen Listen allen Vertretern mitgeteilt wurden.“
„Im Jahre 1932 erkrankte er, und sein Körper fand nicht die Kraft, Widerstand zu leisten. Von den tausenden seiner Kunden ist sein Hinscheiden aufrichtig bedauert worden. Er hinterließ zwei Töchter, keinen Sohn, der Nachfolger hätte sein können. Wenn Willy Bircks jetzt mit der Kollektion käme [im Kriegsjahr 1941], so würde er sie bequem in einer Manteltasche unterbringen können. So war es bereits vor Kriegsausbruch.“
„Aber auch ihre Zeit wird wiederkehren, und dann wird die Kollektion - wenn auch nicht die frühere Buntheit - doch eine erwünschte Vielseitigkeit dem Verarbeiter bringen.“

## Lüttensche Sammlung „Moderne Malerei“
Im Jahr 1882 leitete die neuerbaute Weberei der Werkführer Kampendonk. Auch 1890 findet sich seine Unterschrift noch in den überkommenen Akten. Er muss aber noch länger bei Bircks tätig oder mit der Firma verbunden gewesen sein, denn er machte Max Lütten, der am 1. August 1892 eintrat, mit seinem berühmten Verwandten, dem Maler Heinrich Campendonk bekannt. Durch ein frühes Gemälde von Heinrich Campendonk wurde der Grundstock für die Lüttensche Sammlung mit hervorragenden Gemälden, Graphiken und Aquarellen gelegt. Nicht nur Lütten selbst war an der Kunst interessiert, seine Frau, Gertrud Lütten-Dahl, war eine künstlerisch ambitionierte Fotografin.
Im Jubiläumsjahr 1963 befanden sich in der Sammlung unter anderem
- Gemälde von Lyonel Feininger, Emil Nolde, August Macke, Maurice Utrillo, Christian Rohlfs und Karl Schmidt-Rottluff
- Graphiken oder Aquarelle von Erich Heckel, Heinrich Nauen, Willi Jaeckel, Oskar Kokoschka, Käthe Kollwitz, Ernst Ludwig Kirchner, Lovis Corinth, Ludwig Meidner, Hans Meid, Otto Dix, Ernst Barlach und Marc Chagall.[1]

Auch der Grundstücksnachbar, der Seidenhändler Richard Merländer, der ein Jahr nach Lütten seine Villa in der Nachbarschaft an der Bockumer Straße (heute Friedrich-Ebert-Straße 42) errichten ließ, war ein Verehrer und Sammler von Bildern Heinrich Campendonks. In der großen Campendonk-Retrospektive in Haus Lange im Jahr 1960 stammten die drei ältesten Campendonk-Werke aus der Sammlung Max Lütten.